# 361 Bononia
A 361 Bononia (ideiglenes jelöléssel 1893 P) egy kisbolygó a Naprendszerben. Auguste Charlois fedezte fel 1893. március 11-én.